# Morris Stroud
Morris Stroud é um ex-jogador profissional de futebol americano estadunidense.jogador mais alto a fazer um touchdown

## Carreira
Morris Stroud foi campeão da Super Bowl IV jogando pelo Kansas City Chiefs.